# Apostoli nunciatúrák listája

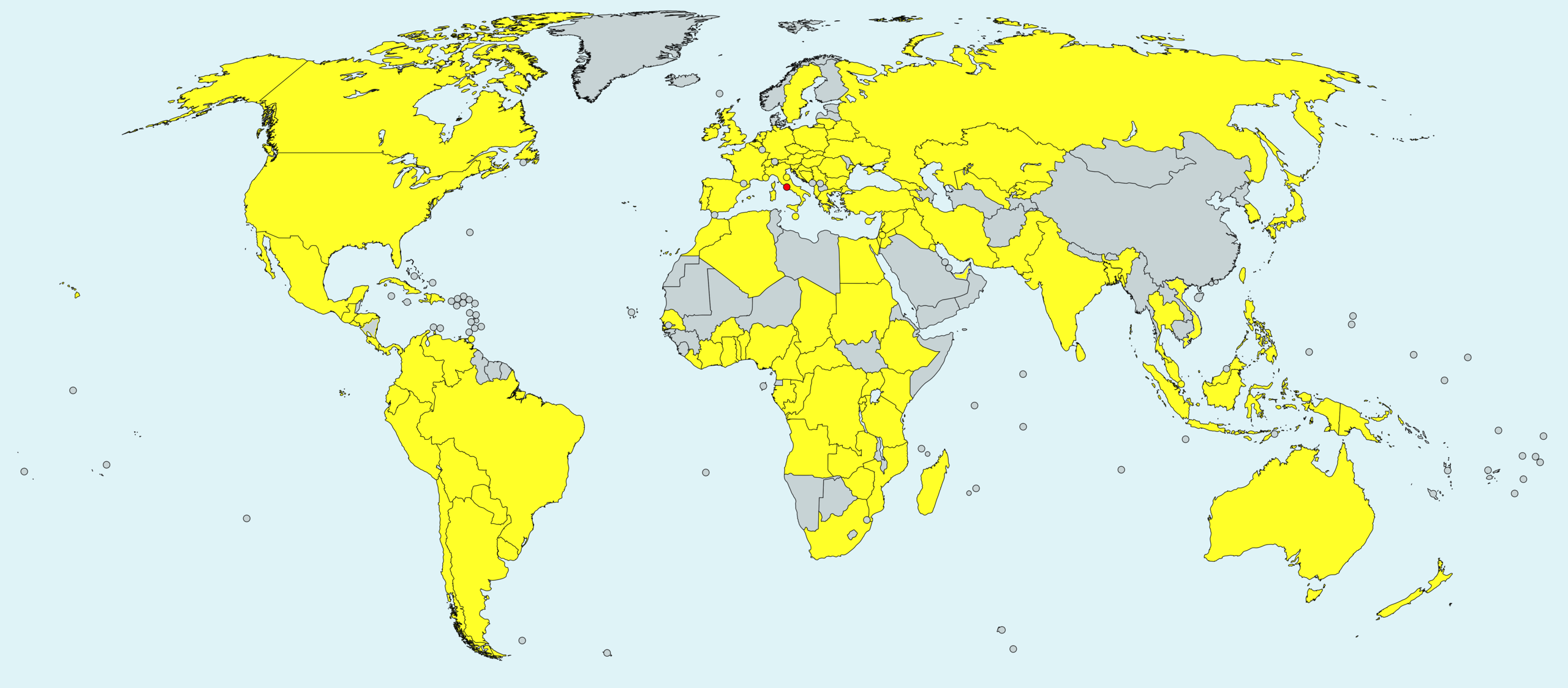
Countries hosting diplomatic missions of the Holy See

Az Apostoli Szentszéknek jelenleg a világ 183 államával van diplomáciai kapcsolata, az utolsó ország, amely felvette a kapcsolatokat Vatikánnal, Mianmar volt 2017-ben.
Jelenleg Jeruzsálemben és Palesztinában, valamint öt országban (Bruneiben, Laoszban, Mauritániában, Szomáliában és Vietnámban), valamint egyes régiókban, amelyekkel nincs diplomáciai kapcsolata Vatikánnak (Arab-félsziget, Karib-tenger és a Csendes-óceán térsége) úgynevezett utazó küldött látja el a képviseletet. Míg az Apostoli Szentszék diplomáciai képviselője nem nagykövet, hanem apostoli nunciusnak (az általa vezetett intézmény pedig nem nagykövetség, hanem apostoli nunciatúra), azokban az országokban, amelyekkel nincs diplomáciai kapcsolata Vatikánnak, apostoli küldöttek tartják a kapcsolatot a Szentszék és a helyi katolikus egyház között.
Hagyomány, hogy a legtöbb országban az ott székelő diplomáciai testületek "dékánja" az Apostoli Szentszék nunciusa. Ez egy formai, elsősorban protokolláris jellegű cím.

## Afrika
- Algéria
  - Algír  (apostoli nunciatúra)
- Angola
  - Luanda (apostoli nunciatúra)
- Benin
  - Cotonou (apostoli nunciatúra)
- Burundi
  - Bujumbura (apostoli nunciatúra)
- Közép-afrikai Köztársaság
  - Bangui (apostoli nunciatúra)
- Csád
  - N’Djamena (apostoli nunciatúra)
- Elefántcsontpart
  - Abidjan (apostoli nunciatúra)
- Dél-afrikai Köztársaság
  - Pretoria (apostoli nunciatúra)
- Egyiptom
  - Kairó (apostoli nunciatúra)
- Etiópia

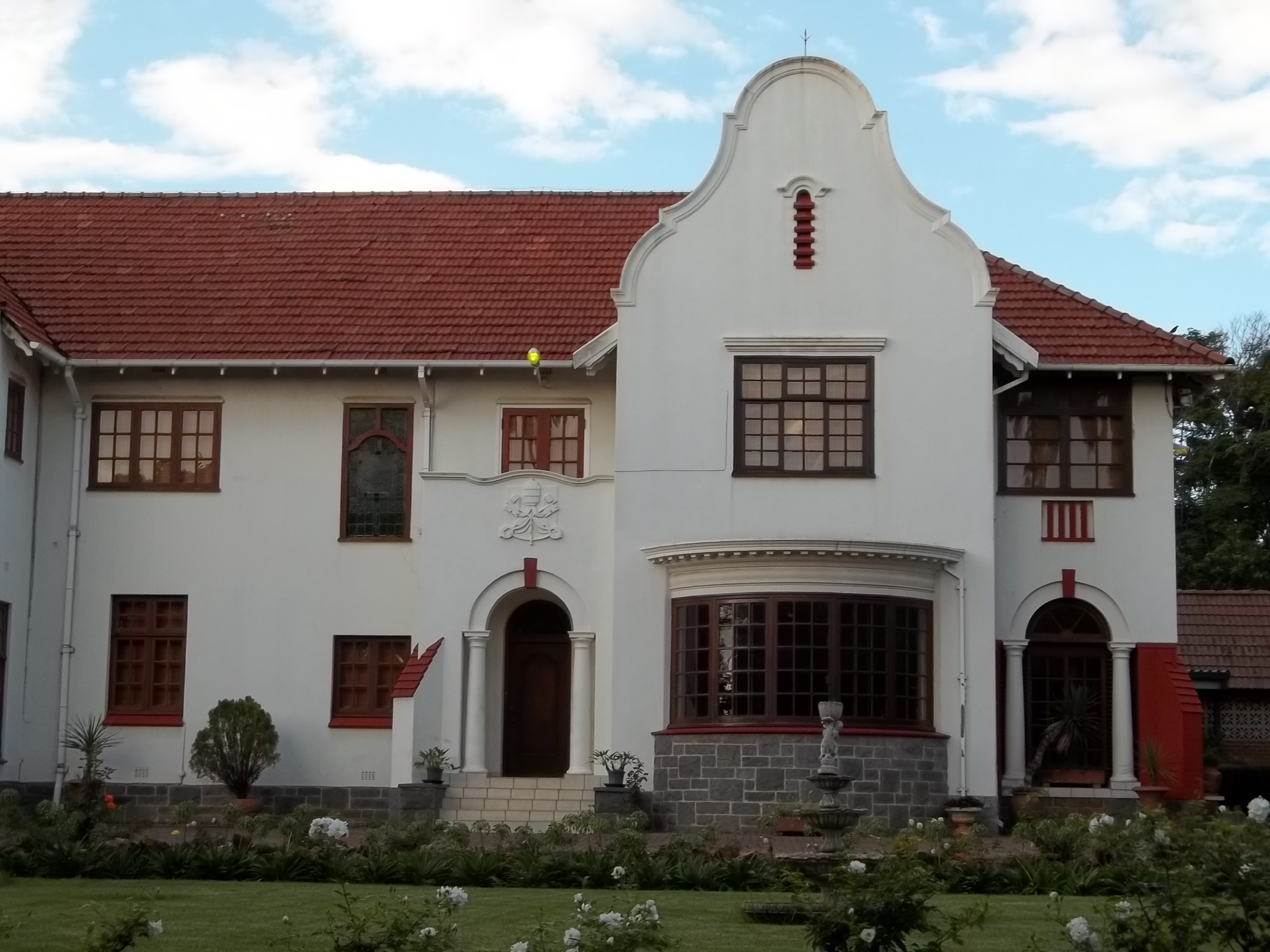
Apostoli nunciatúra Pretoriában

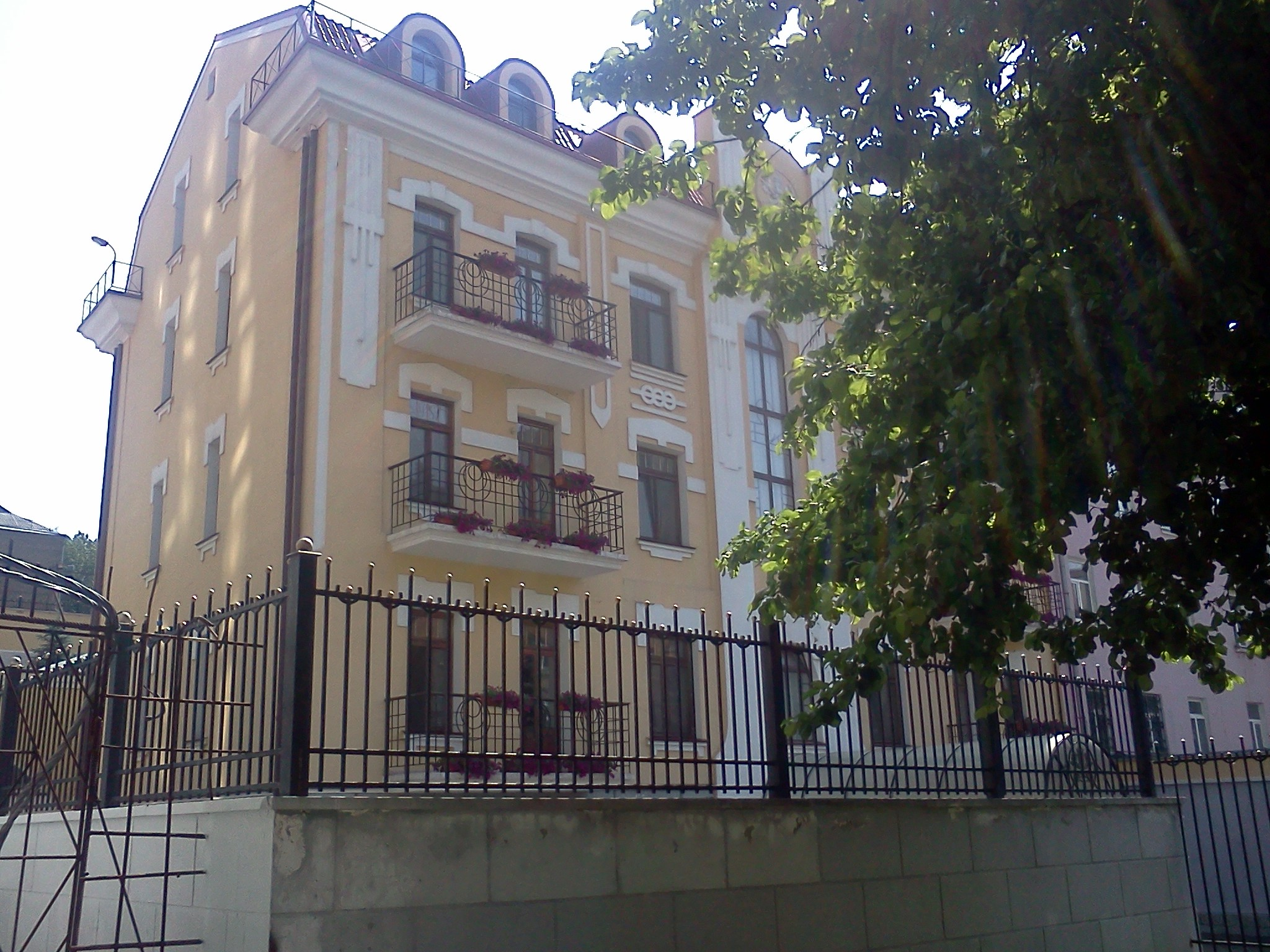
Apostoli nunciatúra Kijevben

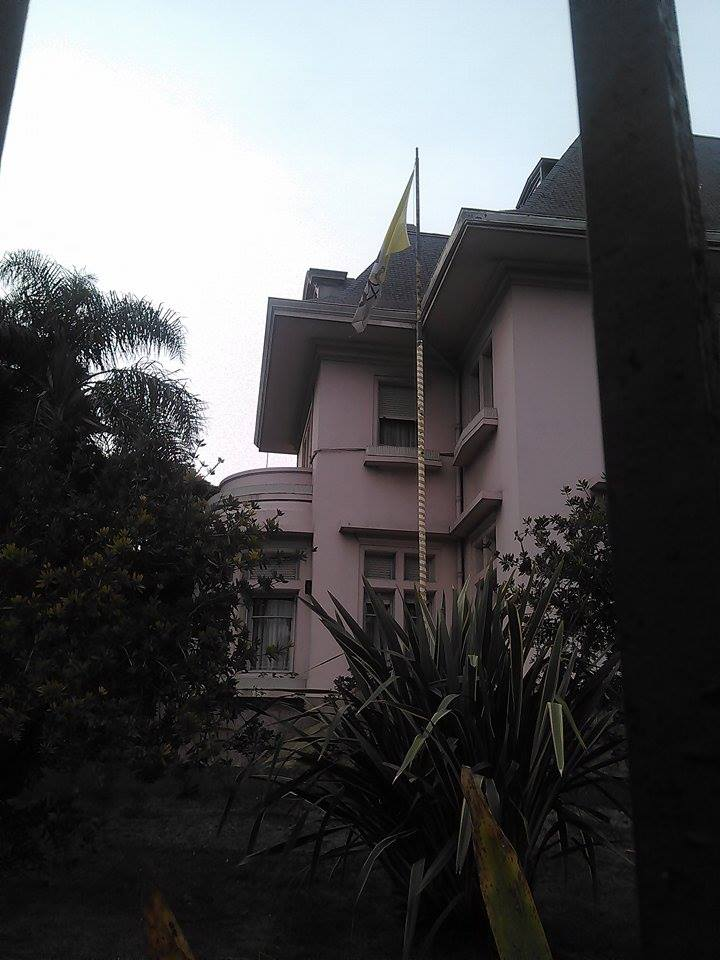
A montevideoi apostoli nunciatúra

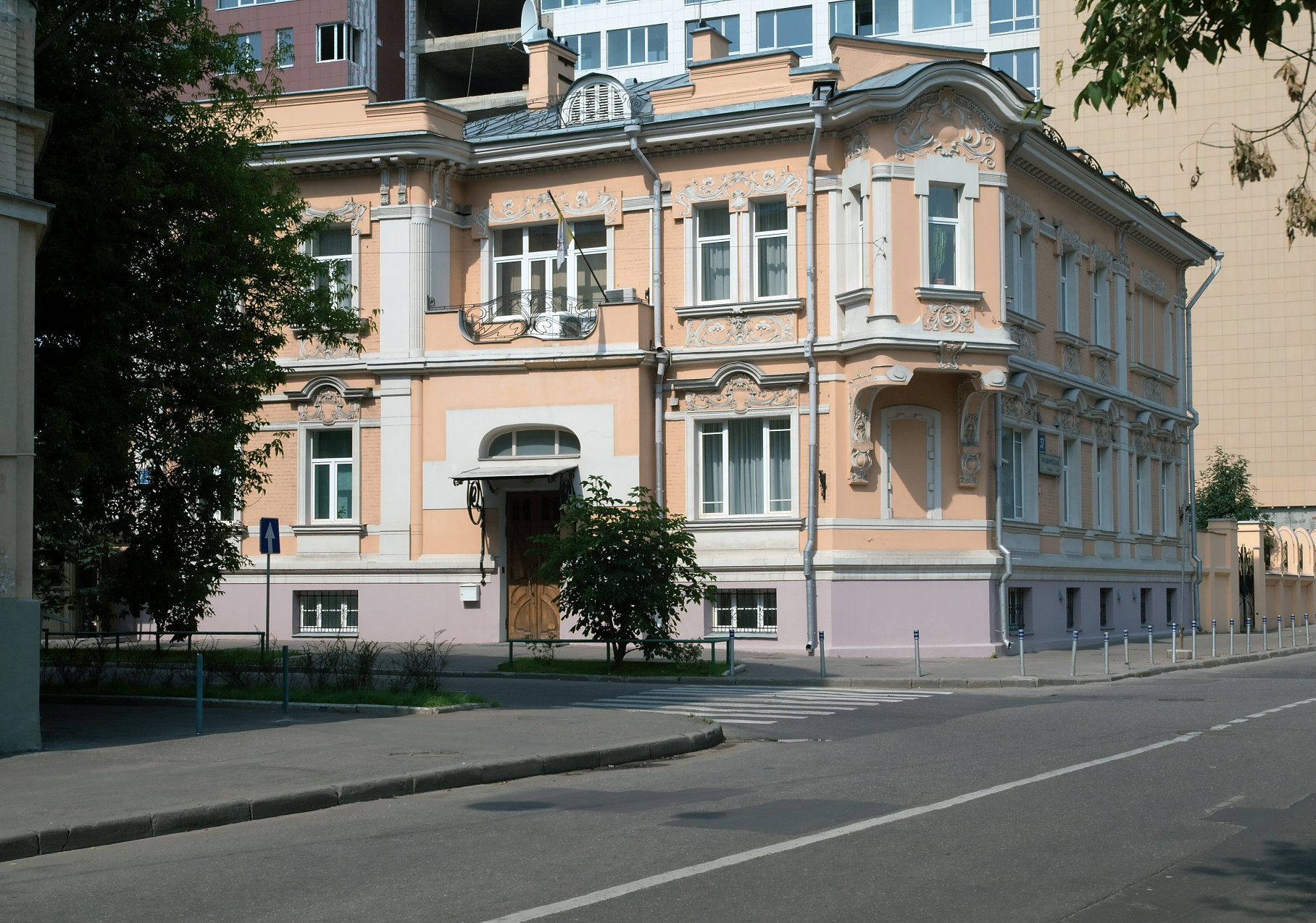
Apostoli nunciatúra Moszkvában

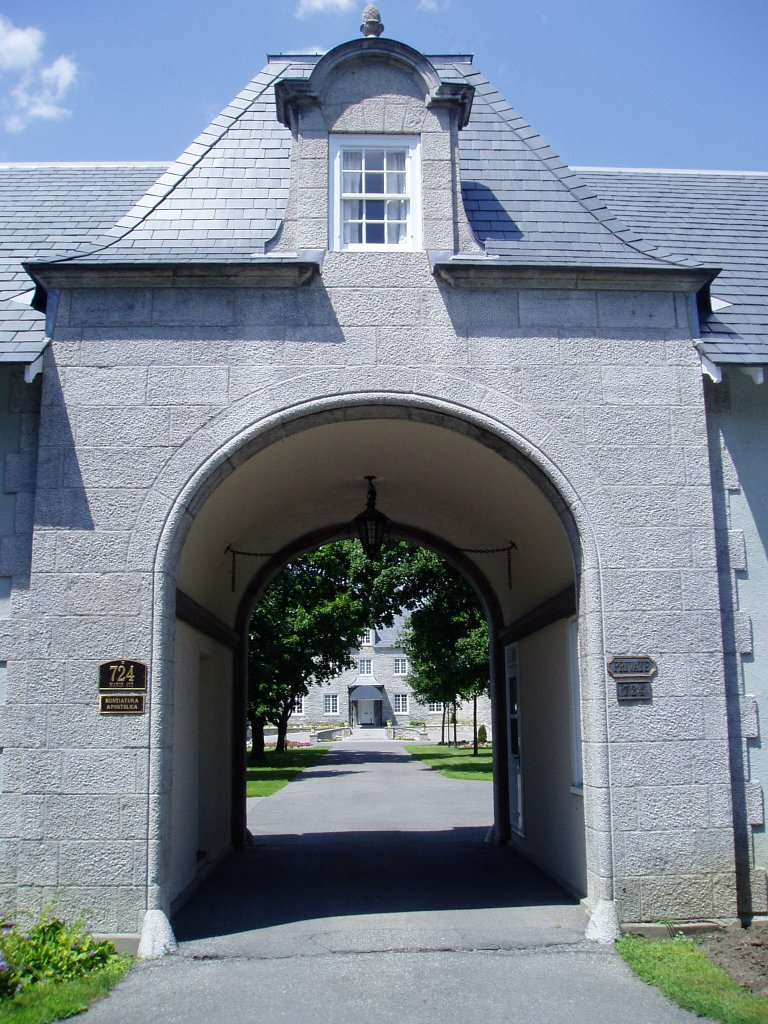
Apostoli nunciatúra Ottawában

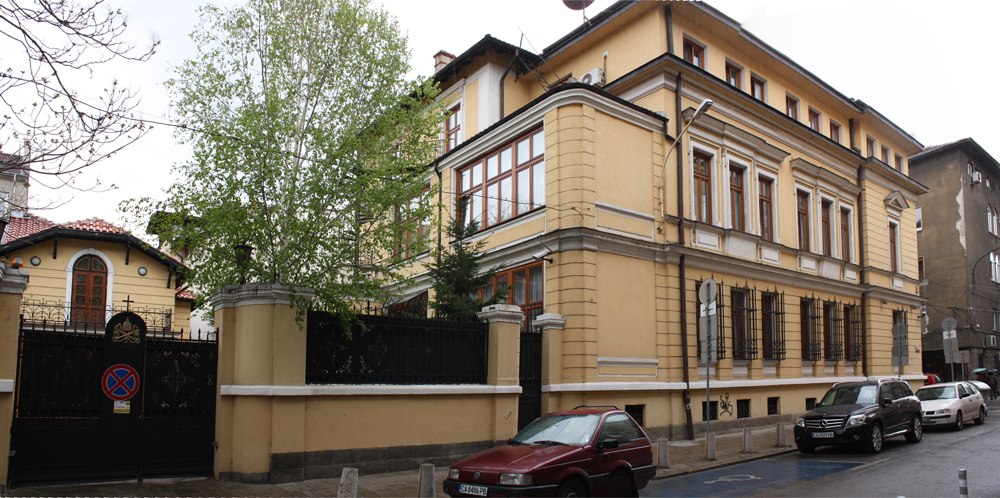
Apostoli nunciatúra Szófiában

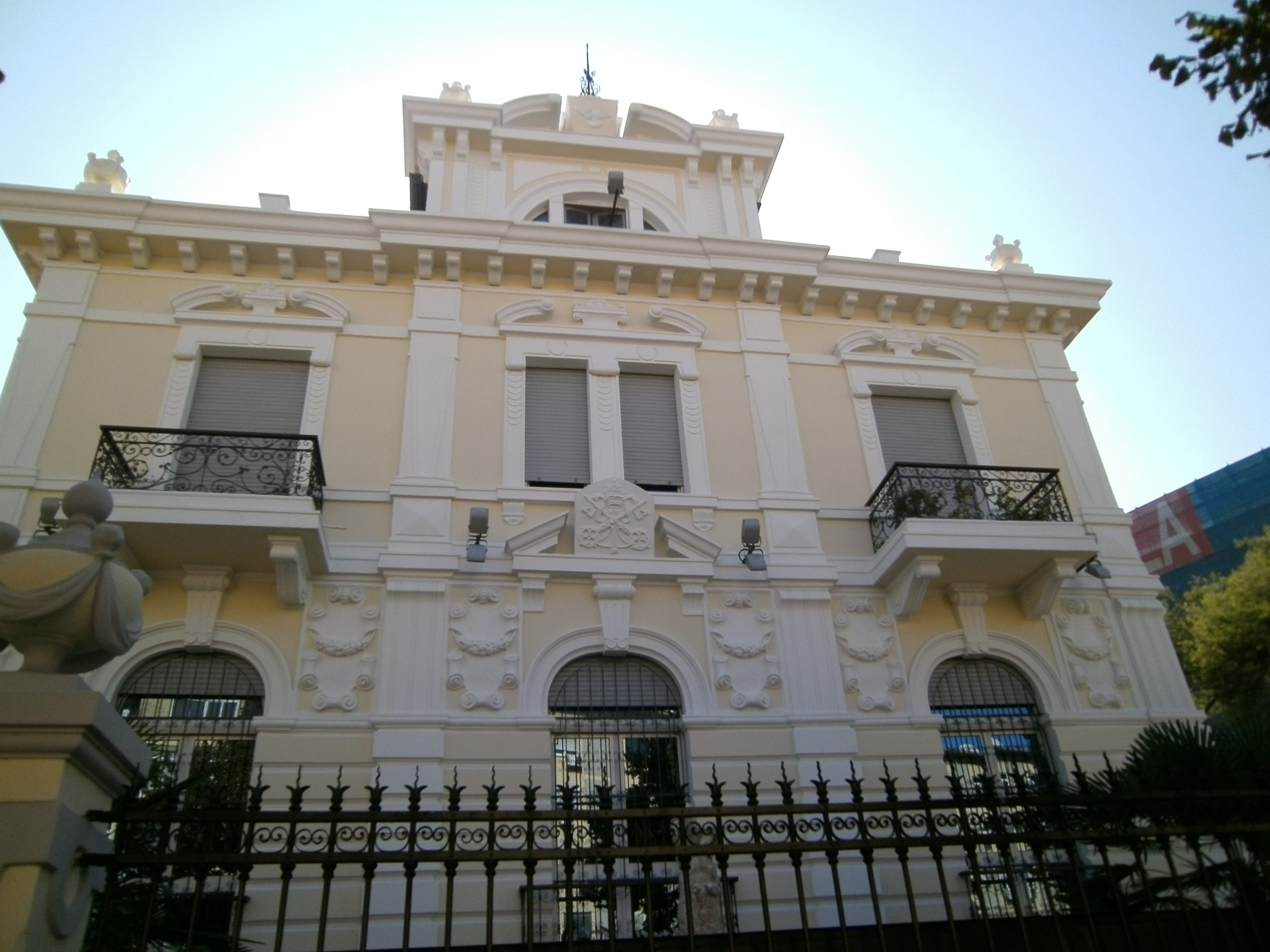
Tiranai Apostoli nunciatúra

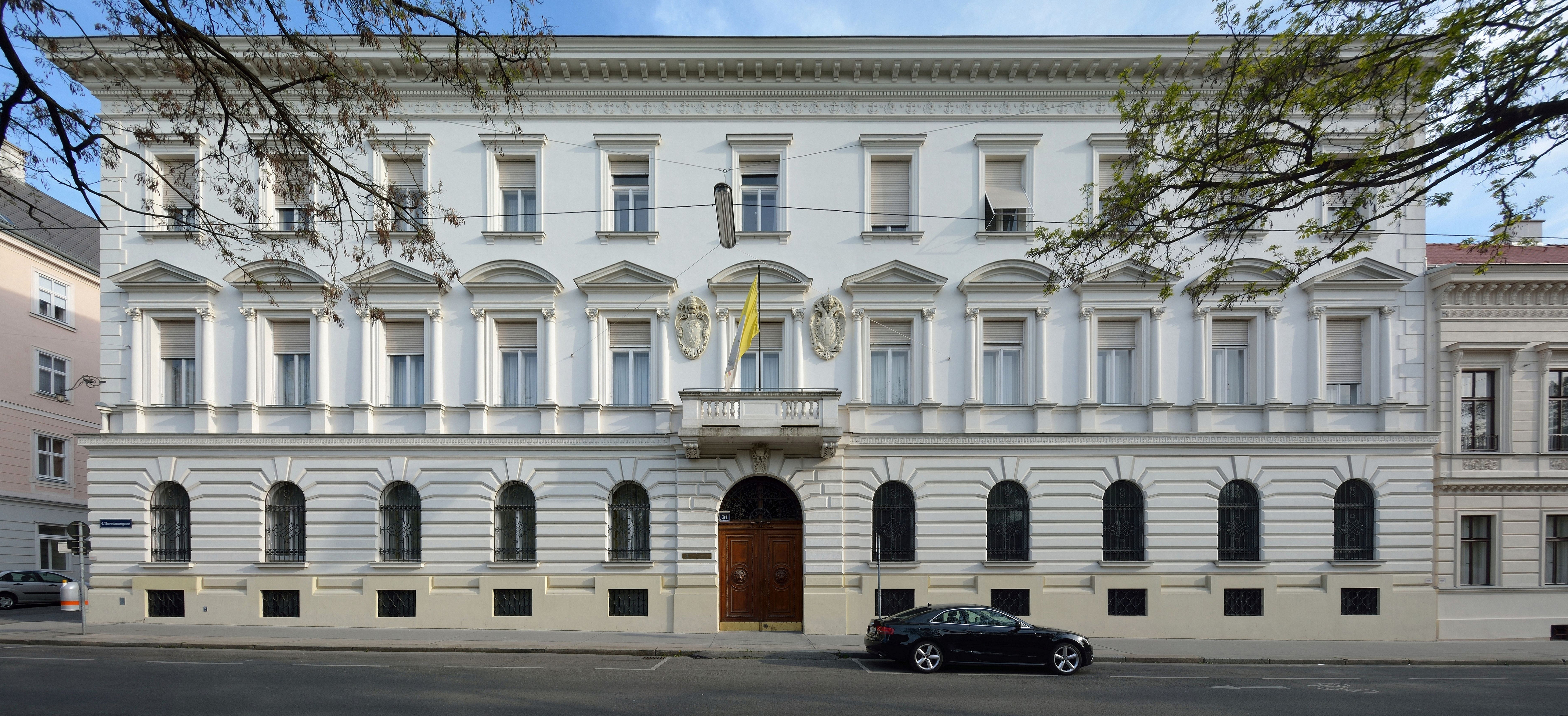
Apostoli nunciatúra Bécsban

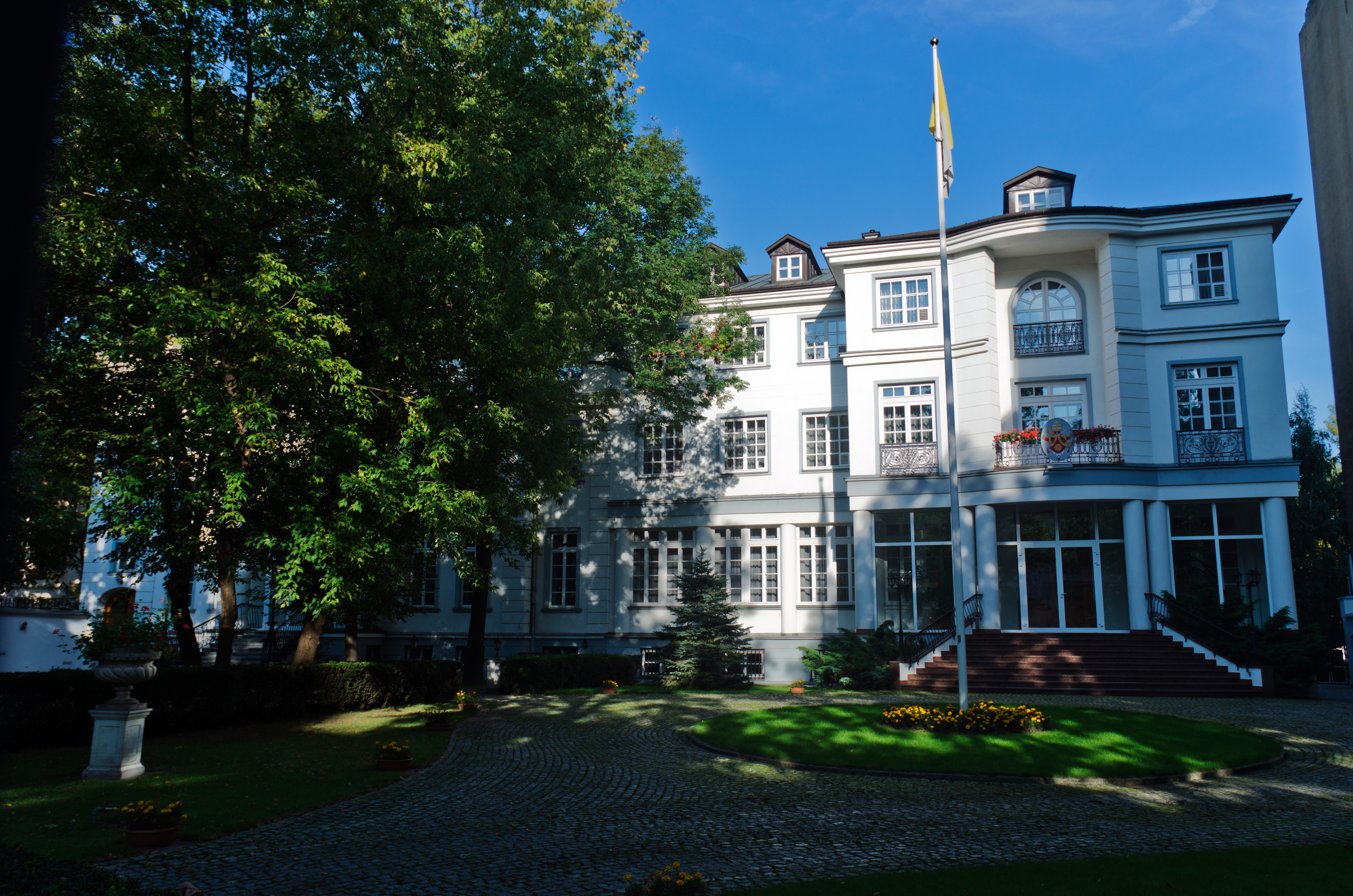
A varsói Apostoli nunciatúra

  - Addisz-Abeba (apostoli nunciatúra)
- Gabon
  - Libreville (apostoli nunciatúra)
- Ghána
  - Accra (apostoli nunciatúra)
- Guinea
  - Conakry (apostoli nunciatúra)
- Kamerun
  - Yaoundé (apostoli nunciatúra)
- Kenya
  - Nairobi (apostoli nunciatúra)
- Kongó
  - Brazzaville (apostoli nunciatúra)
- Kongói Demokratikus Köztársaság
  - Kinshasa (apostoli nunciatúra)
- Madagaszkár
  - Antananarivo (apostoli nunciatúra)
- Marokkó
  - Rabat (apostoli nunciatúra)
- Mozambik
  - Maputo (apostoli nunciatúra)
- Nigéria
  - Abuja (apostoli nunciatúra)
- Ruanda
  - Kigali (apostoli nunciatúra)
- Szenegál
  - Dakar (apostoli nunciatúra)
- Dél-Szudán
  - Juba (apostoli nunciatúra)[4]
- Szudán
  - Kartúm (apostoli nunciatúra)
- Tanzánia
  - Dar es-Salaam (apostoli nunciatúra)
- Uganda
  - Kampala (apostoli nunciatúra)
- Zambia
  - Lusaka (apostoli nunciatúra)
- Zimbabwe
  - Harare (apostoli nunciatúra)

## Amerika
- Egyesült Államok
  - Washington (apostoli nunciatúra)
- Argentína

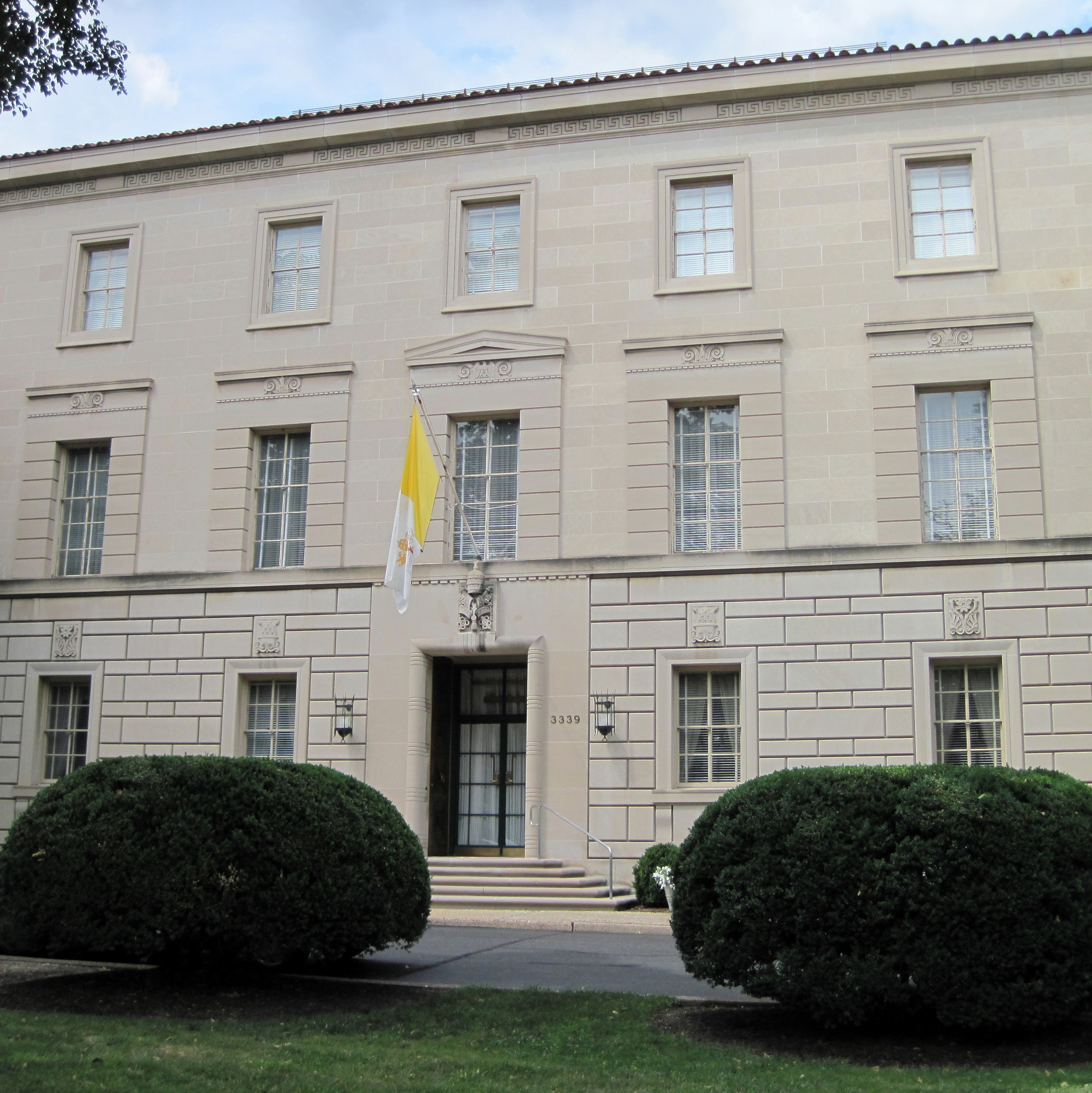
Apostoli nunciatúra Washingtonban

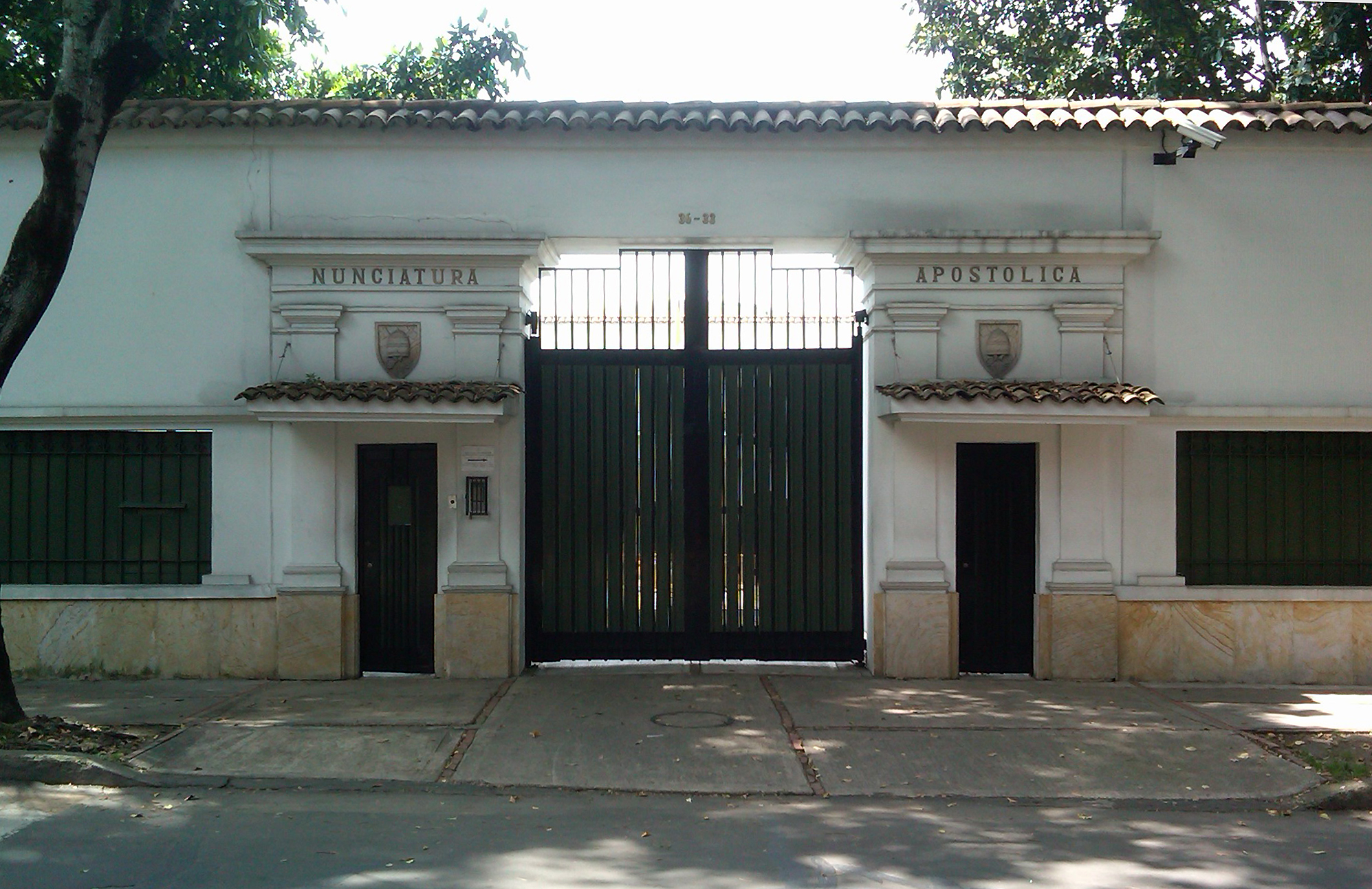
Apostoli nunciatúra Bogotában

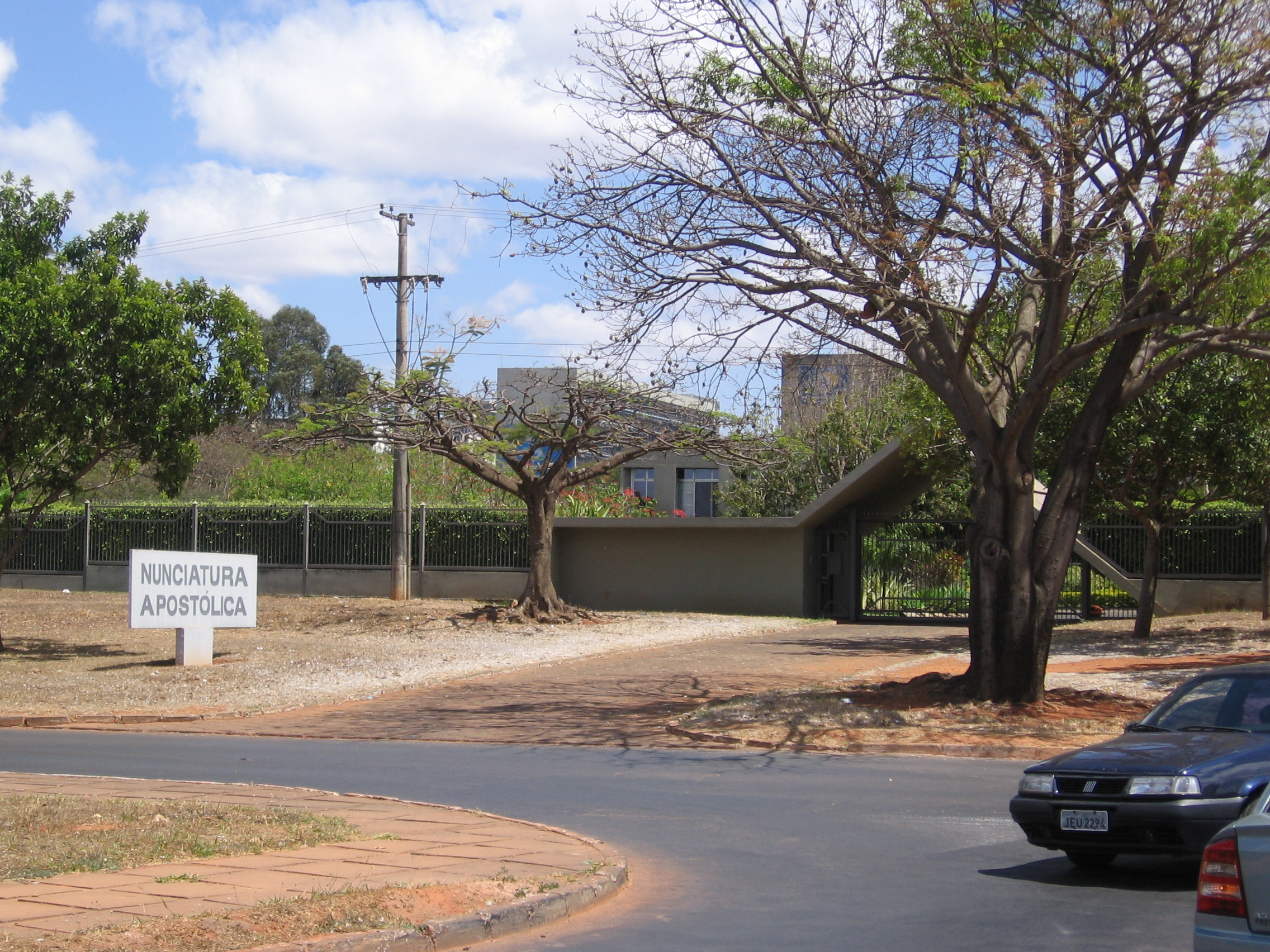
Apostoli nunciatúra Brazíliavásorban

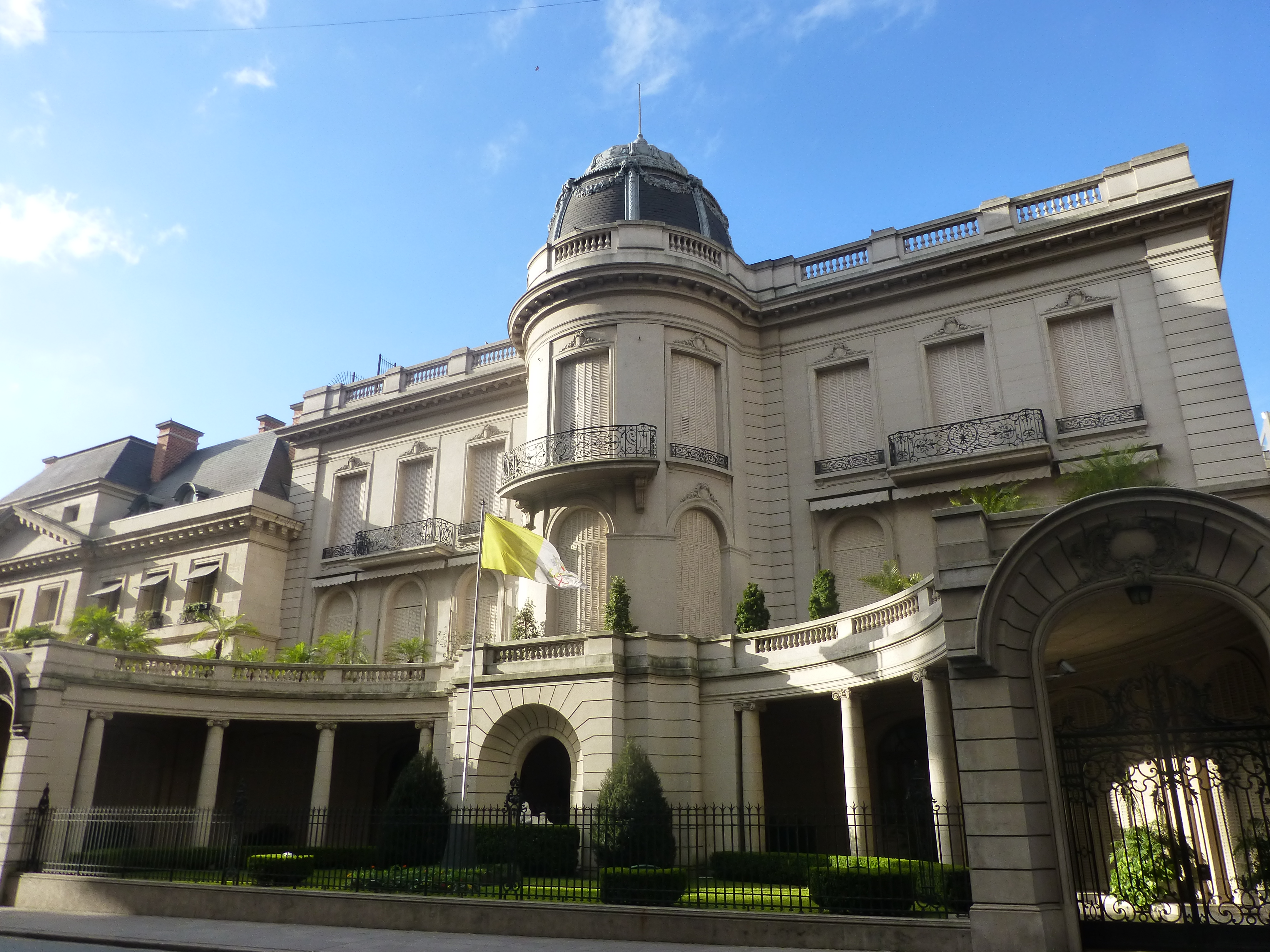
A Buenos Aires-i apostoli nunciatúra

  - Buenos Aires  (apostoli nunciatúra)
- Bolívia
  - La Paz (apostoli nunciatúra)
- Brazília
  - Brazíliaváros (apostoli nunciatúra)
- Chile
  - Santiago de Chile (apostoli nunciatúra)
- Costa Rica
  - San José de Costa Rica (apostoli nunciatúra)
- Dominikai Köztársaság
  - Santo Domingo (apostoli nunciatúra)
- Ecuador
  - Quito (apostoli nunciatúra)
- Egyesült Nemzetek Szervezete
  - New York (apostoli nunciatúra)
- Guatemala
  - Guatemalaváros (apostoli nunciatúra)
- Haiti
  - Port-au-Prince (apostoli nunciatúra)
- Honduras
  - Tegucigalpa (apostoli nunciatúra)
- Kanada
  - Ottawa (apostoli nunciatúra)
- Kolumbia
  - Bogotá (apostoli nunciatúra)
- Kuba
  - Havanna (apostoli nunciatúra)
- Mexikó
  - Mexikóváros (apostoli nunciatúra)
- Nicaragua
  - Managua (apostoli nunciatúra)
- Panama
  - Panamaváros (apostoli nunciatúra)
- Paraguay
  - Asunción (apostoli nunciatúra)
- Peru
  - Lima (apostoli nunciatúra)
- Salvador
  - San Salvador (apostoli nunciatúra)
- Trinidad és Tobago
  - Port of Spain  (apostoli nunciatúra)
- Uruguay
  - Montevideo (apostoli nunciatúra)
- Venezuela
  - Caracas (apostoli nunciatúra)

## Ázsia
- Banglades
  - Dakka (apostoli nunciatúra)
- Dél-Korea
  - Szöul (apostoli nunciatúra)
- Fülöp-szigetek
  - Manila (apostoli nunciatúra)
- India
  - Delhi (apostoli nunciatúra)
- Indonézia
  - Jakarta (apostoli nunciatúra)
- Irán
  - Teherán (apostoli nunciatúra)
- Irak
  - Bagdad (apostoli nunciatúra)
- Izrael
  - Tel-Aviv (apostoli nunciatúra)
  - Jeruzsálem (apostoli delegáció)
- Japán
  - Tokió (apostoli nunciatúra)
- Jordánia
  - Ammán (apostoli nunciatúra)
- Kazahsztán

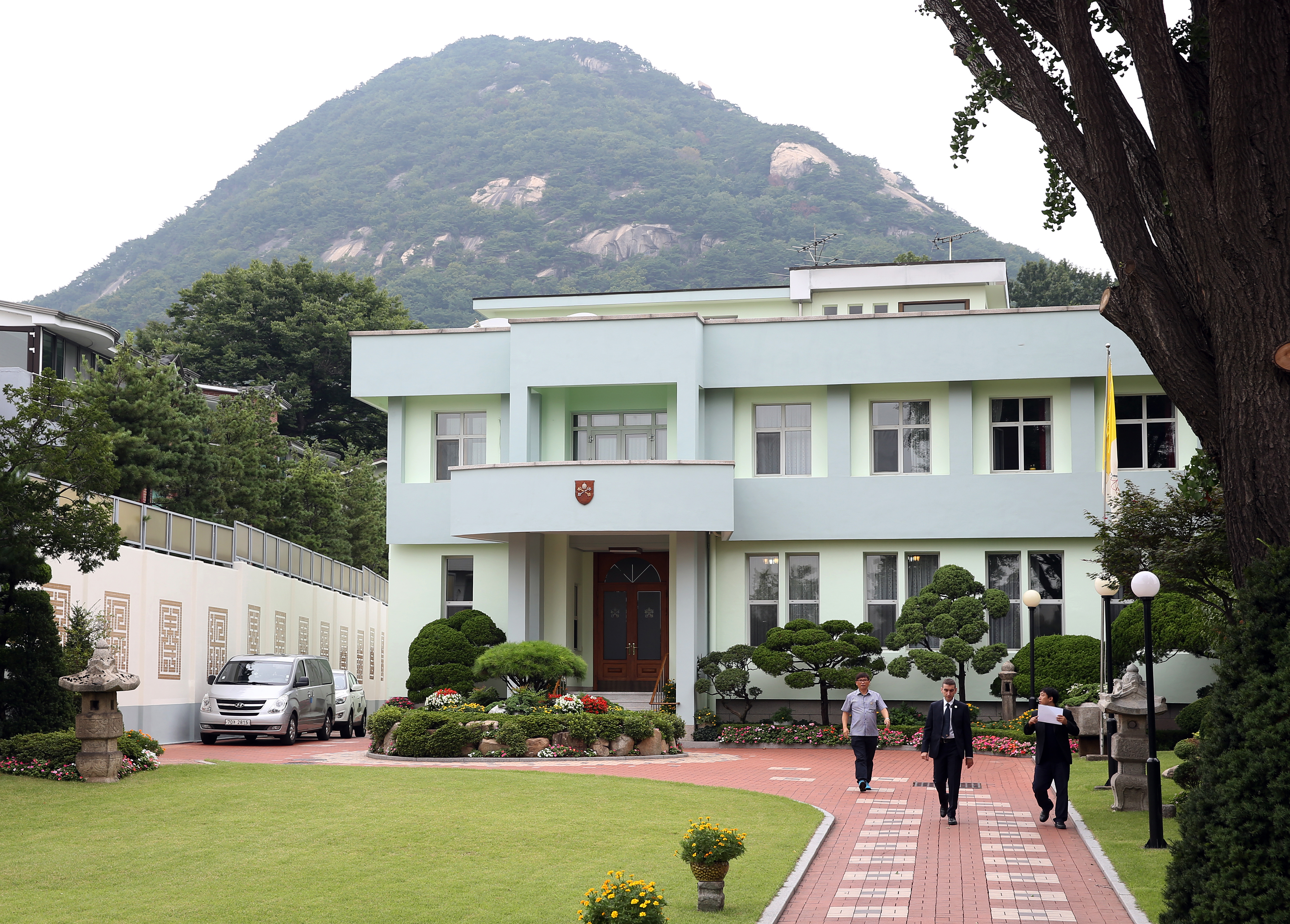
Apostoli nunciatúra Szöulban

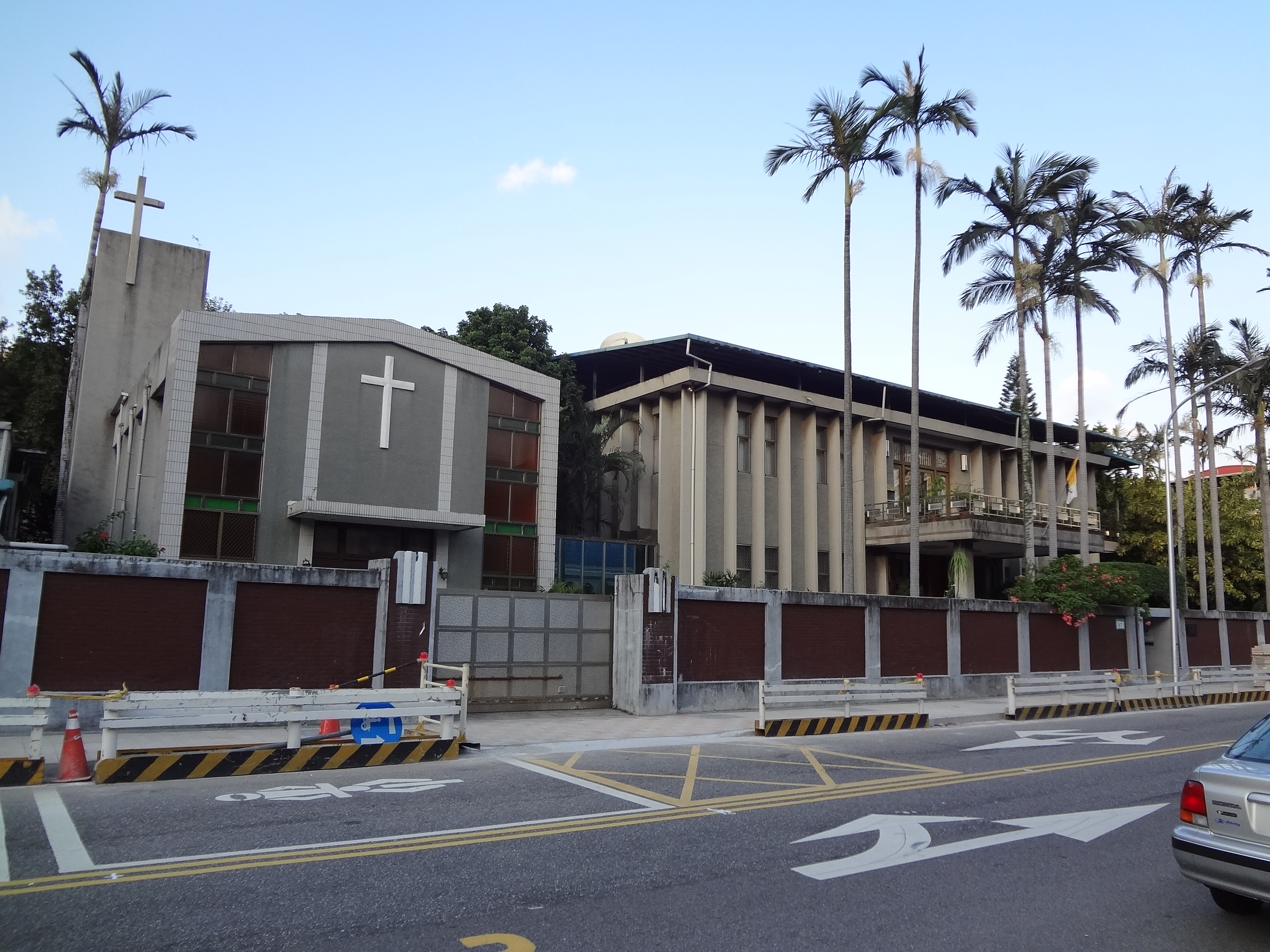
Az apostoli nunciatúra Tajpejben

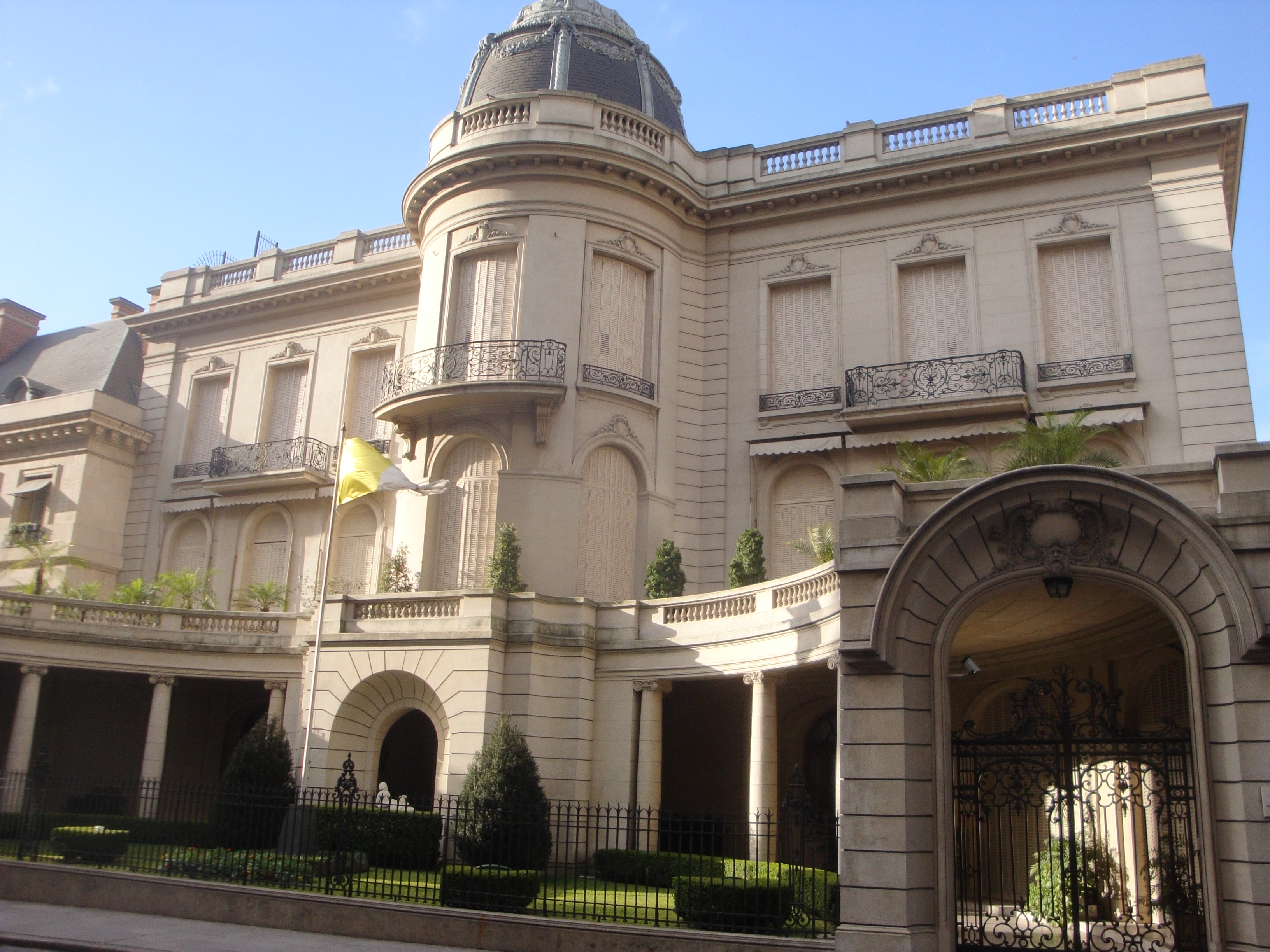
A jakartai apostoli nunciatúra

  - Nur-Szultan (apostoli nunciatúra)
- Kínai Köztársaság
  - Tajpej (apostoli nunciatúra)
- Kirgizisztán
  - Biskek (apostoli nunciatúra)
- Kuvait
  - Kuvaitváros (apostoli nunciatúra)
- Libanon
  - Harissza (apostoli nunciatúra)
- Malajzia
  - Kuala Lumpur (apostoli nunciatúra)
- Pakisztán
  - Iszlámábád (apostoli nunciatúra)
- Szingapúr
  - Szingapúr (apostoli nunciatúra)
- Srí Lanka
  - Colombo (apostoli nunciatúra)
- Szíria
  - Damaszkusz (apostoli nunciatúra)
- Thaiföld
  - Bangkok (apostoli nunciatúra)
- Törökország
  - Ankara (apostoli nunciatúra)
- Türkmenisztán
  - Aşgabat (apostoli nunciatúra)
- Üzbegisztán
  - Taskent (apostoli nunciatúra)

## Európa

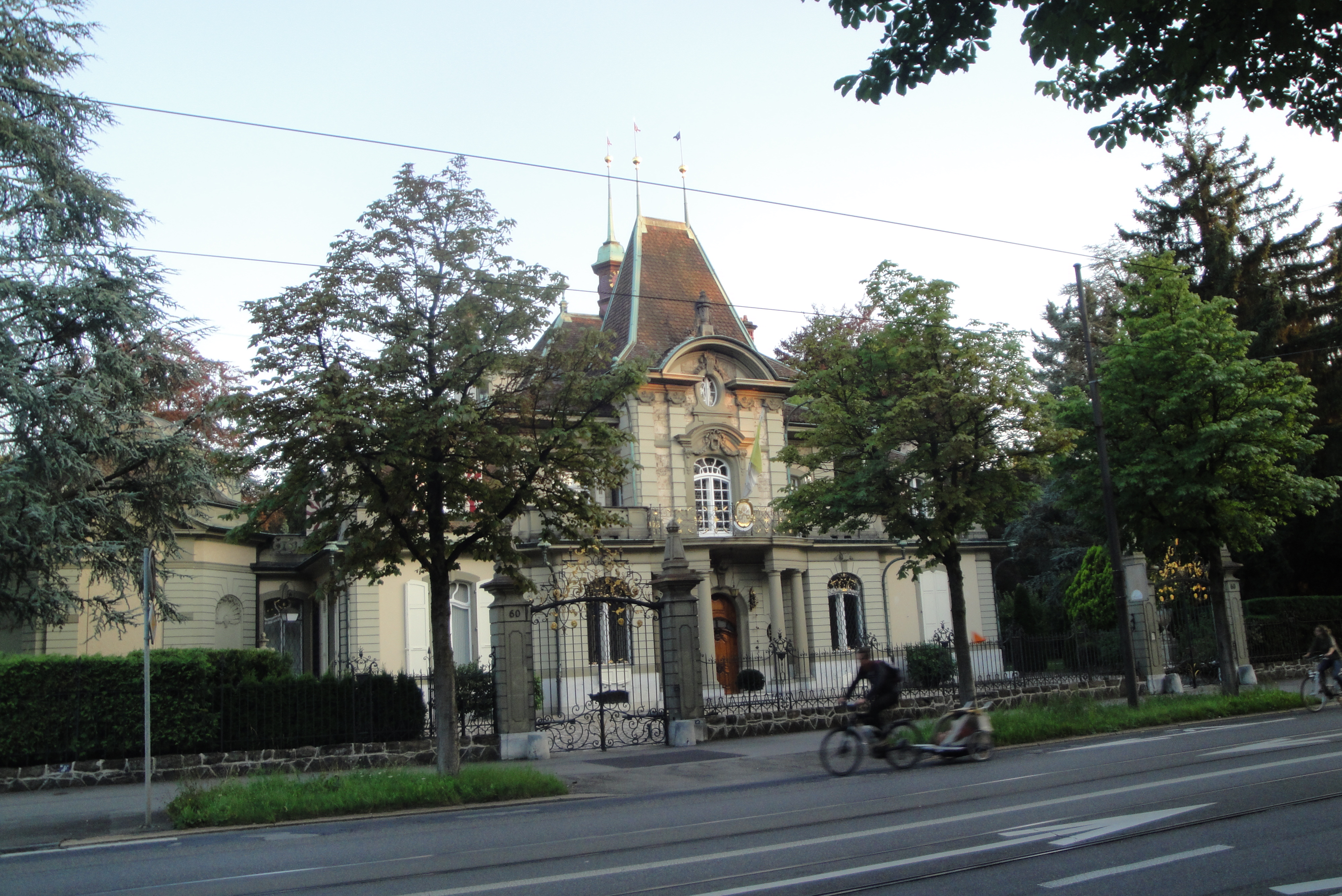
Apostoli nunciatúra Bernben

- Albánia
  - Tirana  (apostoli nunciatúra)
- Ausztria
  - Bécs (apostoli nunciatúra)
- Belgium
  - Brüsszel (apostoli nunciatúra)
- Bosznia-Hercegovina
  - Szarajevó (apostoli nunciatúra)
- Bulgária
  - Szófia (apostoli nunciatúra)
- Ciprus
  - Nicosia (apostoli nunciatúra)
- Csehország
  - Prága (apostoli nunciatúra)
- Fehéroroszország
  - Minszk (apostoli nunciatúra)
- Egyesült Királyság
  - London (apostoli nunciatúra)
- Egyesült Nemzetek Szervezete
  - Genf (apostoli nunciatúra)
- Franciaország
  - Párizs (apostoli nunciatúra)
  - Strasbourg (iroda)
- Görögország
  - Athén (apostoli nunciatúra)
- Grúzia
  - Tbiliszi (apostoli nunciatúra)
- Írország
  - Dublin (apostoli nunciatúra)
- Horvátország
  - Zágráb (apostoli nunciatúra)
- Magyarország
  - Budapest (apostoli nunciatúra)
- Németország
  - Berlin (apostoli nunciatúra)
- Olaszország
  - Róma (apostoli nunciatúra)
- Litvánia
  - Vilnius (apostoli nunciatúra)
- Málta
  - Rabat (apostoli nunciatúra)
- Hollandia
  - Hága (apostoli nunciatúra)
- Lengyelország
  - Varsó (apostoli nunciatúra)
- Portugália
  - Lisszabon (apostoli nunciatúra)
- Románia
  - Bukarest (apostoli nunciatúra)
- Oroszország
  - Moszkva (apostoli nunciatúra)
- San Marino
  - San Marino (apostoli nunciatúra)
- Szerbia
  - Belgrád (apostoli nunciatúra)
- Szlovákia
  - Pozsony (apostoli nunciatúra)
- Szlovénia
  - Ljubljana (apostoli nunciatúra)
- Spanyolország
  - Madrid (apostoli nunciatúra)
- Svédország
  - Stockholm (apostoli nunciatúra)
- Svájc
  - Bern (apostoli nunciatúra)
- Ukrajna
  - Kijev (apostoli nunciatúra)

## Ausztrália és Óceánia
- Ausztrália
  - Canberra (apostoli nunciatúra)
- Pápua Új-Guinea

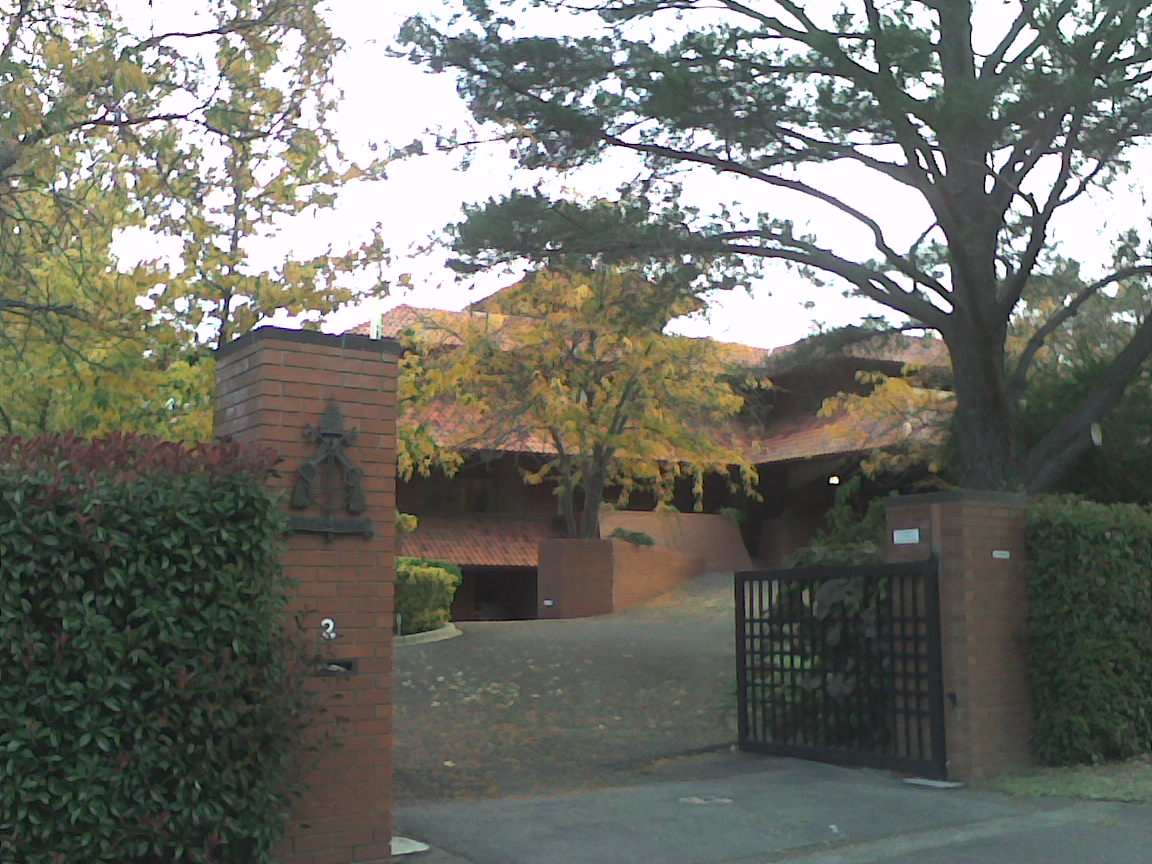
Apostoli nunciatúra Canberrában

  - Port Moresby (apostoli nunciatúra)
- Új-Zéland
  - Wellington (apostoli nunciatúra)